# Su
su 
(برگرفته از substitute user) فرمانی پرکاربرد در سیستم‌عامل‌های یونیکس و شبه یونیکس جهت رفتن از حساب کاربر فعلی به حساب کاربر دیگری است.
su گاهی به عنوان مخففی برای «spoof user» یا «set user» نیز استفاده می‌شود؛ زیرا این فرمان، حساب کاربری فعلی را به کاربر دیگری تغییر می‌دهد. همچنین بعضی مواقع نیز به اشتباه «superuser» گفته می‌شود، به دلیل اینکه در بیشتر موارد برای سوئیچ کردن به حساب کاربری ریشه (root) استفاده می‌شود.
در میزکارهای گنوم و KDE برای اجرای برنامه‌هایی که به سطح دسترسی کاربر ریشه نیاز دارند، پنجره‌ای باز می‌شود که کاربر برای اجرای برنامه باید به آن گذرواژه کاربر ریشه را بدهد.

## کاربرد
هنگامی که از خط فرمان اجرا شود، برنامه درخواست گذرواژه کاربر هدف را می‌خواهد؛ اگر گذرواژه درست بود، آن‌گاه کاربر به حساب کاربری هدف و تمام فایل‌های وابسته به آن دسترسی خواهد داشت.
```
[
user@localhost:~
]
$
 
su
Password:
 

[
root@localhost:/home/user
]
# exit

logout

[
user@localhost:~
]
$

```

اگر نام کاربر هدف به دستور داده نشود (مانند نمونه بالا)، دستور، کاربر root را کاربر هدف در نظر می‌گیرد ولی قابلیت تعویض به دیگر کاربرها نیز وجود دارد:
```
[
user2@localhost:~
]
$
 
su
 
user2
Password:
 

[
user2@localhost:/home/user۱
]
$
 
exit

logout

[
user2@localhost:~
]
$

```

بعضی سیستم‌عامل‌های شبه یونیکس گروه چرخ از کاربران دارند که فقط اجازه می‌دهند این کاربران از فرمان su استفاده کنند.
با استفاده از فرمان "pw" در سیستم عامل FreeBSD می‌توان کاربری را در گروه wheel وارد کرد:
```
# pw groupmod wheel -m lisa

```

فرمان بالا کاربر lisa را وارد این گروه می‌کند.